# Cratere Coimbra
Coimbra  è un cratere sulla superficie di Marte.